# Vasja Bajc
Vasja Bajc, slovenski smučarski skakalec in skakalni trener, * 19. januar 1962,  Ljubljana.  

## Športna kariera
Vaso v svetovnem pokalu nikoli ni posegel čisto po vrhu. Njegova najboljša uvrstitev je bila iz sezone 1979/80, ko je bil v Planici na 5. mestu. Imel je še eno 9. mesto iz  Harrachova iz sezone sezone 1983/84. Nastopil je tudi na zimskih olimpijskih igrah leta 1984 v Sarajevu, kjer je na mali skakalnici osvojil 15. mesto, na 70-metrski skakalnici pa je bil dve mesti slabši. Nazadnje je v svetovnem pokalu nastopil v sezoni 1987/88 v Bischofshofnu.  

## Trenerska kariera
Svojo športno kariero je začel leta 1990 v Španiji, v državi, ki v skakalnem svetu velja za eksote. Nato se je leta 1994 preselil na Japonsko, sprva kot osebni trener Kazujošija Funakija. Z japonsko reprezentanco je dosegel 22 zmag v svetovnem pokalu, na  olimpijskih igrah v Naganu pa 4 medalje, od tega dve zlati. Na naslednjih igrah v  Salt Lake Cityju Japonska ni osvojila nobene medalje, Bajc pa se je preselil k nizozemski reprezentanci, kjer ne vlagajo veliko v smučarske skoke. Po neuspehu se je zopet preselil – vendar v bolj nordijsko državo – Švedsko. Po slabi sezoni se je za 2004/05 uskladil načrte s češko reprezentanco, ki že vse od Jaroslava Sakale ni imela skakalca, ki bi posegel v skakalni vrh. Bajc je »prebudil« edinega konkurenčnega češkega skakalca Jakuba Jando, ki je bil dotlej v sivem povprečju. Janda je Češki po skoraj 11 letih prinesel zmago v svetovnem pokalu, sezono pa je končal na izvrstnem 6. mestu. Še boljša je bila sezona 2005/06, ko je najprej Janda osvojil Novoletno turnejo (skupaj z Ahonenom), ob koncu sezone pa še veliki kristalni globus za skupno zmago v svetovnem pokalu. Nato je Bajc Češko zaradi neizplačanih dolgov tamkajšnje smučarske zveze zapustil in se pred sezono 2006/07 preselil k slovenski reprezentanci. Vendar tudi pri Slovencih ni zdržal dolgo. Zaradi vmešavanja direktorja nordijske reprezentance Primoža Ulage v trenersko delo, je 24. januarja 2007 podal odstop z mesta glavnega trenerja.
Trenersko delo je nadaljeval v Turčiji, trenutno (2014) pa pomaga ameriški ženski skakalni reprezentanci.

### Vodenje reprezentanc
- 1990 - 1994: Španija
- 1994 - 2002: Japonska
- 2002 - 2003: Nizozemska
- 2003 - 2004: Švedska
- 2004 - 2006: Češka
- 2006 - januar 2007 : Slovenija